# Guerre de la frontière américano-mexicaine
Guerre de la frontière américano-mexicaine
Batailles
Révolution mexicaine :
- Incident de Tampico
- Ypiranga incident (en)
- Occupation américaine de Veracruz

Guerre de la frontière :
- Agua Prieta (1re)
- Ciudad Juárez (1re) (en)
- Bandit War (en)
- Norias Ranch Raid (en)
- Ojo de Agua Raid (en)
- Nogales (2e) (en)
- Santa Isabel (en)
- Columbus
- Expédition punitive
- Guerrero (en)
- Agua Caliente (en)
- Parral
- Tomochic (en)
- Ojos Azules
- Glenn Springs (en)
- Rubio Ranch
- Castillon
- Las Varas Pass
- San Ygnacio (en)
- Carrizal
- Affaire Zimmermann
- Brite Ranch (en)
- Neville Ranch (en)
- Nogales (3e) (en)
- Ciudad Juárez (3e) (en)
- Ruby Murders (en)

La guerre de la frontière américano-mexicaine (ou Border War) ou la campagne de la frontière se réfère aux engagements militaires qui ont lieu dans la région de la frontière américano-mexicaine au cours de la Révolution mexicaine. La Bandit War (en) au Texas fait partie de la guerre de la frontière.

## Historique
Mise en alerte dès les débuts de la Révolution mexicaine, en 1910, l'armée américaine stationne et patrouille le long de la frontière. D'abord attentiste, l'administration Wilson se méfie des mouvements de troupes mexicains et refuse de reconnaître l'autorité du régime huertiste, fondé sur un coup d'état inconstitutionnel. La chute de Huerta en 1914 et l'élection de Carranza un an plus tard provoque l'intensification de la rébellion dans le nord du pays ; dès lors, des mesures passives sont prises pour renforcer la sécurité des villes frontalières. Ne voulant pas s'attirer les mauvaises grâces de leur puissant voisin nordiste, fédéraux et rebelles respectent globalement la vie des sujets américains, que ce soit en territoire mexicain ou au-delà de la frontière. Les régulières incursions mexicaines sont, comme à l'accoutumée, le fruit de bandes armées isolées, principalement motivées par la capture de bétail et le pillage de postes commerciaux.
Cependant, en 1916, le bandit révolutionnaire Pancho Villa se trouve en situation délicate ; ayant subi défaite sur défaite, lui et son armée manquent de vivres, d'eau et de munitions. Enragé par la récente reconnaissance diplomatique de son rival Carranza par le gouvernement américain, il décide de se venger et attaque la ville frontalière américaine de Columbus (Nouveau-Méxique). Alors qu'il pensait ne trouver qu'une garnison de trente soldats US., ses troupes se retrouvent en infériorité numérique et sont repoussées au bout de deux heures seulement, non sans faire de victimes. En réponse, l'armée des États-Unis, sous la direction du général John J. Pershing, lance une expédition dans le nord du pays afin de trouver et capturer Villa. Bien que l'opération réussisse à trouver et à engager les rebelles, tuant deux de ses principaux lieutenants, le révolutionnaire lui-même s'échappe et l'armée américaine retourne aux États-Unis en janvier 1917. Au cours de cette période, le conflit engage non seulement rebelles villistes et soldats américains, mais aussi madéristes, carrancistes, Constitutionnalistes et observateurs allemands.